# Campionatele Balcanice de Handbal
Campionatele Balcanice de Handbal (denumite popular Balcaniade) sunt turneele regulate de handbal organizate în cadrul Jocurilor Balcanice, la care iau parte selecționate naționale ale țărilor din Peninsula Balcanică și din vecinătatea acesteia. 
Campionatele sunt organizate în paralel, în perioade și locuri diferite, atât la masculin, cât și la feminin, pentru categoriile de vârstă seniori, tineret, juniori și cadeți. Decizia de înființare a acestor competiții a fost rezultatul unor dezbateri în Comisia Sportivă a Țărilor Balcanice care au durat vreme de mai mulți ani. Primele ediții pentru seniori și tineret, feminin și masculin, au avut loc în 1979, în timp ce campionatul pentru juniori și junioare a fost înființat în 1993.

## Edițiile Balcaniadei masculine pentru seniori
| Campionatul Balcanic | Țară organizatoare | Oraș gazdă    | Perioadă             | Aur        | Argint     | Bronz               | Locul 4    | Locul 5  | Locul 6 |
| 1979                 | R.S.F. Iugoslavia  | Varaždin      | 2–4 noiembrie 1979   | Iugoslavia | România B  | Iugoslavia B        | Bulgaria   |          |         |
| 1980                 | R.P. Bulgaria      | Loveci        | 3–5 decembrie 1980   | Iugoslavia | România B  | Bulgaria            | Turcia     |          |         |
| 1981                 | R.S. România       | Baia Mare     | 16–20 decembrie 1981 | România    | Iugoslavia | România B           | Bulgaria   | Turcia   | Grecia  |
| 1983                 | Turcia             | Ankara        | 1–4 decembrie 1983   | România    | Iugoslavia | Bulgaria            | Turcia     | Turcia B |         |
| 1985                 | R.P. Bulgaria      | Burgas        | 10–12 decembrie 1985 | Iugoslavia | România B  | Bulgaria            | Grecia     |          |         |
| 1987                 | R.S.F. Iugoslavia  | Niš           | 18–20 decembrie 1987 | Iugoslavia | România B  | Bulgaria            | Turcia     |          |         |
| 1989                 | Grecia             | Atena         | ? 1989               | România    | Iugoslavia | Bulgaria            | Grecia     | Turcia   |         |
| 1991                 | România            | Arad          | 12–15 decembrie 1991 | România    | Iugoslavia | Turcia              | Grecia     | Bulgaria | Albania |
| 1994                 | Bulgaria           | Sofia         | 25–27 februarie 1994 | Bulgaria   | Turcia     | România             | Bulgaria B |          |         |
| 2003                 | Grecia             | Amýntaio      | 13–15 aprilie 2003   | Grecia     | Turcia     | Macedonia (tineret) | Bulgaria   |          |         |
| 2008                 | Macedonia de Nord  | Veles, Skopje | 20–22 martie 2008    | Macedonia  | Serbia     | Turcia              | Bosnia     |          |         |

## Edițiile Balcaniadei feminine pentru senioare
| Campionatul Balcanic | Țară organizatoare | Oraș gazdă  | Perioadă             | Aur        | Argint     | Bronz      | Locul 4             | Locul 5 |
| 1979                 | R.P. Bulgaria      | Sofia       | 4–16 decembrie 1979  | Iugoslavia | Bulgaria   | România    | Bulgaria (tineret)  |         |
| 1980                 | R.S. România       | Târgu Mureș | 5–7 decembrie 1980   | România    | Iugoslavia | Bulgaria   | România (tineret)   |         |
| 1981                 | R.S.F. Iugoslavia  | Kikinda     | 20–22 noiembrie 1981 | Iugoslavia | Bulgaria   | România    | Voivodina           |         |
| 1982                 | R.P. Bulgaria      | Sofia       | 19–21 noiembrie 1982 | România    | Bulgaria   | Iugoslavia | Bulgaria B          |         |
| 1985                 | R.S.F. Iugoslavia  | Belgrad     | 18–20 octombrie 1985 | Iugoslavia | România    | Bulgaria   |                     |         |
| 1987                 | R.S. România       | Constanța   | 20–22 noiembrie 1987 | România    | Iugoslavia | Bulgaria   | Turcia              |         |
| 1989                 | Turcia             | Istanbul    | 2–4 noiembrie 1989   | România    | Iugoslavia | Turcia     | Grecia              |         |
| 1991                 | România            | Constanța   | 6–8 decembrie 1991   | România    | Iugoslavia | Bulgaria   | Turcia              | Grecia  |
| 2003                 | Grecia             | Lehovo      | 13–15 aprilie 2003   | Turcia     | Grecia     | Bulgaria   | Macedonia (tineret) |         |
| 2008                 | Macedonia de Nord  | Skopje      | 23–29 martie 2008    | Macedonia  | Serbia     | Croația    |                     |         |
| 2011                 | Macedonia de Nord  | Skopje      | 20–22 aprilie 2011   | Macedonia  | Muntenegru | Turcia     | Bulgaria            |         |

## Edițiile Balcaniadei masculine pentru tineret
| Campionatul Balcanic | Țară organizatoare | Oraș gazdă | Perioadă              | Aur        | Argint     | Bronz      | Locul 4   | Locul 5           | Locul 6 |
| 1979                 | R.P. Bulgaria      | Loveci     | 8–12 august 1979      | Iugoslavia | România    | Bulgaria   | Grecia    | Turcia            |         |
| 1980                 | R.S.F. Iugoslavia  | Belgrad    | 21–24 august 1980     | Iugoslavia | România    | Bulgaria   | Turcia    | Grecia            |         |
| 1981                 | Grecia             | Atena      | 5–9 august 1981       | România    | Bulgaria   | Grecia     | Turcia    |                   |         |
| 1982                 | Turcia             | Ankara     | 11–15 august 1982     | România    | Iugoslavia | Bulgaria   | Turcia    | Grecia            |         |
| 1983                 | R.S. România       | București  | 2–7 august 1983       | România    | Iugoslavia | Bulgaria   | Turcia    | Grecia            |         |
| 1984                 | R.P. Bulgaria      | Sofia      | 5–9 decembrie 1984    | Iugoslavia | Bulgaria   | România    | Turcia    | Grecia            |         |
| 1985                 | R.S.F. Iugoslavia  | Valjevo    | 23–25 august 1985     | Iugoslavia | Bulgaria   | România    | Grecia    | Turcia            |         |
| 1986                 | Grecia             | Atena      | 27–31 august 1986     | România    | Iugoslavia | Grecia     | Bulgaria  | Turcia            |         |
| 1987                 | Turcia             | Ankara     | 29 iul.–2 august 1987 | Iugoslavia | România    | Bulgaria   | Turcia    | Grecia            |         |
| 1988                 | R.S. România       | Bistrița   | 17–21 august 1988     | Iugoslavia | România    | Bulgaria   | Grecia    | Turcia            |         |
| 1989                 | R.P. Bulgaria      | Sofia      | 16–18 august 1989     | Iugoslavia | România    | Bulgaria   | Grecia    |                   |         |
| 1990                 | R.S.F. Iugoslavia  | Mitrovița  | 22–26 august 1990     | România    | Iugoslavia | Grecia     | Turcia    | Bulgaria          |         |
| 1991                 | Grecia             | Katerini   | 21–25 august 1991     | România    | Grecia     | Iugoslavia | Turcia    | Bulgaria          | Albania |
| 1992                 | Turcia             | Izmir      | 26–29 august 1992     | Turcia     | România    | Grecia     | Bulgaria  |                   |         |
| 1993                 | România            | Constanța  | 11–15 august 1993     | România    | Grecia     | Bulgaria   | Turcia    | România (juniori) |         |
| 1994                 | Turcia             | Eskişehir  | 4–7 august 1994       | România    | Grecia     | Turcia     | Bulgaria  |                   |         |
| 1995                 | România            | București  | 10–12 august 1995     | România    | Grecia     | Bulgaria   | România B |                   |         |
| 1996                 | Grecia             | Kozani     | 31 iul.–2 august 1996 | România    | Grecia     | Bulgaria   | Albania   |                   |         |
| 2003                 | Grecia             | Lehovo     | 10–12 aprilie 2003    | Macedonia  | Turcia     | Grecia     | Bulgaria  | Albania           |         |

## Edițiile Balcaniadei feminine pentru tineret
| Campionatul Balcanic | Țară organizatoare | Oraș gazdă     | Perioadă              | Aur        | Argint     | Bronz              | Locul 4            | Locul 5   | Locul 6    |
| 1979                 | R.P. Bulgaria      | Loveci         | 10–12 august 1979     | Iugoslavia | România    | Bulgaria           |                    |           |            |
| 1980                 | R.S. România       | Reșița         | 15–17 august 1980     | România    | Iugoslavia | Bulgaria           | România (junioare) |           |            |
| 1981                 | R.S.F. Iugoslavia  | Kumanovo       | 28–30 august 1981     | Iugoslavia | România    | Bulgaria           | R.S.F. Macedonia   |           |            |
| 1982                 | R.P. Bulgaria      | Blagoevgrad    | 6–8 august 1982       | Bulgaria   | România    | Iugoslavia         | Bulgaria B         |           |            |
| 1984                 | R.S.F. Iugoslavia  | Sombor         | 23–25 noiembrie 1984  | Iugoslavia | România    | Turcia             |                    |           |            |
| 1985                 | R.S. România       | București      | 16–18 decembrie 1985  | România    | Iugoslavia | Bulgaria           | Turcia             |           |            |
| 1987                 | Turcia             | Ankara         | 29 iul.–2 august 1987 | România    | Iugoslavia | Bulgaria           | Turcia             | Grecia    |            |
| 1988                 | R.P. Bulgaria      | Loveci         | 16–22 august 1988     | România    | Bulgaria   | Iugoslavia         | Turcia             | Grecia    | Bulgaria B |
| 1989                 | R.S.F. Iugoslavia  | Kanjiža        | ? 1989                | România    | Iugoslavia | Bulgaria           | Turcia             | Grecia    |            |
| 1990                 | Grecia             | Veria          | 28 aug.–1 sept. 1990  | România    | Iugoslavia | Bulgaria           | Grecia             | Turcia    |            |
| 1991                 | Grecia             | Kozani         | 13–17 august 1991     | Bulgaria   | România    | Iugoslavia         | Grecia             | Turcia    |            |
| 1992                 | Turcia             | Istanbul       | 11–14 august 1992     | România    | Bulgaria   | Turcia             | Grecia             | Turcia B  |            |
| 1993                 | România            | Constanța      | 11–15 august 1993     | Bulgaria   | România    | România (junioare) | Grecia             | Turcia    |            |
| 1994                 | Turcia             | Eskişehir      | 2–7 august 1994       | România    | Turcia     | Bulgaria           | Grecia             | Turcia B  |            |
| 1995                 | Bulgaria           | Veliko Tărnovo | 17–20 august 1995     | România    | Bulgaria   | Turcia             | Macedonia          |           |            |
| 1996                 | Grecia             | Kozani         | 1–4 august 1996       | Bulgaria   | România    | Grecia             | Turcia             | Macedonia |            |
| 2003                 | Grecia             | Lehovo         | 10–12 aprilie 2003    | Macedonia  | Turcia     | Grecia             | Bulgaria           | Albania   |            |

## Edițiile Balcaniadei masculine pentru juniori
| Campionatul Balcanic | Țară organizatoare | Oraș gazdă  | Perioadă             | Aur       | Argint    | Bronz     | Locul 4      | Locul 5  |
| 1993                 | Turcia             | Ankara      | 7–10 iulie 1993      | Grecia    | Turcia    | România   | Bulgaria     | Turcia B |
| 1994                 | Grecia             | Salonic     | 6–8 mai 1994         | Grecia    | România   | Bulgaria  | Turcia       |          |
| 1995                 | Turcia             | Muğla       | 7–10 iulie 1995      | Turcia    | Grecia    | România   | Bulgaria     |          |
| 2013                 | Bulgaria           | Burgas      | 6–8 septembrie 2013  | Turcia    | Bulgaria  | Macedonia | Kosovo       |          |
| 2015                 | Bulgaria           | Gabrovo     | 20–22 noiembrie 2015 | România   | Macedonia | Bulgaria  | Kosovo       |          |
| 2019                 | Bulgaria           | Goțe Delcev | 11–13 octombrie 2019 | Macedonia | România   | Bulgaria  | HK Pirin '64 |          |

## Edițiile Balcaniadei feminine pentru junioare
| Campionatul Balcanic | Țară organizatoare | Oraș gazdă | Perioadă             | Aur                                                                | Argint                                                             | Bronz                                                              | Locul 4                                                            | Locul 5                                                            |
| 1993                 | Turcia             | Ankara     | 6–9 iulie 1993       | România                                                            | Bulgaria                                                           | Turcia                                                             | Grecia                                                             | Turcia B                                                           |
| 1994                 | Grecia             | Salonic    | 6–8 mai 1994         | România                                                            | Bulgaria                                                           | Grecia                                                             | Turcia                                                             |                                                                    |
| 1995                 | Turcia             | Muğla      | 7–10 iunie 1995      | Bulgaria                                                           | Turcia                                                             | România                                                            | Grecia                                                             |                                                                    |
| 1996                 | Grecia             |            | 5–8 septembrie 1996  | Singurele țări înscrise au fost Grecia și România. Ediție anulată. | Singurele țări înscrise au fost Grecia și România. Ediție anulată. | Singurele țări înscrise au fost Grecia și România. Ediție anulată. | Singurele țări înscrise au fost Grecia și România. Ediție anulată. | Singurele țări înscrise au fost Grecia și România. Ediție anulată. |
| 2013                 | Bulgaria           | Burgas     | 6–8 septembrie 2013  | Turcia                                                             | Bulgaria                                                           | Macedonia                                                          | Kosovo                                                             |                                                                    |
| 2015                 | Bulgaria           | Gabrovo    | 20–22 noiembrie 2015 | România                                                            | Bulgaria                                                           | Macedonia                                                          | Kosovo                                                             |                                                                    |